# Cá mòi cơm châu Âu
Cá mòi cơm châu Âu (tên khoa học Sardina pilchardus) là một loài cá vây tia trong chi đơn loài Sardina.